# 斯蒂芬·茨威格收藏
斯蒂芬‧茨威格收藏是奧地利作家斯蒂芬·茨威格所收藏的親筆手稿展覽，也是世界上最重要的親筆手稿展覽之一。在茨威格於1942年去世之後，他的繼承人繼續發展他父親的收藏，並於1986年捐獻給大英圖書館。這項收藏包括了大量的文學和音樂手稿，大多出自作者親手。其中一項值得注意的展物是沃尔夫冈·阿玛多伊斯·莫扎特的《我所有的作品目錄》，這是莫札特在1784年—1791年，親筆將他的作品以主題為目錄下去書寫編纂的書籍。